# Hello Little Girl
〈Hello Little Girl〉는 레논-매카트니 명의로서 존 레논이 처음 지은 곡이다. 레논의 구술에 의하면 자신의 모친이 불러주신 "30년대 또는 40년대 노래"에서 영감을 얻었다고 한다. 1957년 작곡되었으며 1962년 비틀즈의 데카 오디션에서 불렸던 곡 가운데 하나이다. 스튜어트 섯클리프가 베이스를 연주한 홈 데모가 존재하는데, 부틀렉으로만 공개됐다.
1963년 영국계 머지비트 밴드 더 포모스트가 조지 마틴을 프로듀서로 애비 로드 스튜디오에서 녹음, 자신들의 데뷔 싱글로서 출시했다. 2주 뒤에는 게리 앤 더 페이스메이커가 뒤따라 커버했지만, 발매되기로 선정된 것은 더 포모스트의 것으로 영국에서 9위까지 도달했다. 《Anthology 1》 수록 버전은 섯클리프가 참여한 전 버전과 상이하고 존 레논이 리드 보컬에 임했다. 더 포모스트의 버전은 《The Songs Lennon and McCartney Gave Away》에 취입되기도 했다.
2010년 전기영화 《노웨어 보이》에서는 오픈릴식 녹음기가 작동되는 와중에 레논이 매카트니에게 불러주는 씬에 삽입됐다.
2016년 3월 22일 오메가 옥션이 비틀즈 음반의 "성배"로서 경매에 붙였다. 이 아세테이트 음반은 게리 앤 더 페이스메이커의 레스 매과이어가 소유했던 것으로, 앞면에 〈Till There Was You〉, 뒷면에 〈Hello Little Girl〉가 있는 구조다. 최종 낙찰금액은 £77,500로 옥션 예상금액 £10,000을 아득히 초월했다.

## 참고 문헌
- Sheff, David (2000). 《All We Are Saying》. St Martin's Griffin. ISBN 0-312-25464-4.